# カフル・アッシャイフ県
カフル・アッシャイフ県（カフル・アッシャイフけん、アラビア語: محافظة كفر الشيخ、Kafr el-Sheikh Governorate）は、エジプトの県。面積3,437km²、人口2,618,111人。

## 地理
エジプト北部、ナイルデルタ北端に位置し、地中海に面する。県都はカフル・アッシャイフ。南をガルビーヤ県に接する。

## 隣接する県
- ダカリーヤ県
- ガルビーヤ県
- ブハイラ県

## 産業
綿工業や米の栽培、漁業が盛んである。

## 出身者
尊厳党（カラーマ党）党首ハムディーン・サッバーヒーはこの県の出身である。